# John Marco Allegro
John Marco Allegro (17 de fevereiro de 1923 — 17 de fevereiro de 1988) foi um arqueólogo e controverso estudioso dos manuscritos do Mar Morto. Ele era conhecido como um divulgador dos Manuscritos através de seus livros e transmissões de rádio. Ele foi o editor de um dos mais famosos e controversos Manuscritos publicado, o Pesharim. Alguns de seus livros posteriores, incluindo O Sagrado Cogumelo e a Cruz, lhe trouxeram fama e popularidade, mas também destruíram sua carreira.

## Treinamento
Allegro se matriculou na Wallington County Grammar School em 1939, porém não foi para a universidade, pois seu pai via pouco valor na educação superior, então Allegro se alistou na marinha britânica, servindo durante a Segunda Guerra Mundial. Depois da guerra ele seguiu seus interesses em hebraico e grego, e foi estudar na Universidade de Manchester com o apoio financeiro do governo pelos serviços prestados durante a guerra. Allegro recebeu seu diploma em Estudos Orientais na Universidade de Manchester em 1951. Já em 1952 recebeu seu mestrado sub supervisão de H.H. Rowley. Enquanto fazia pesquisas sobre dialetos hebraicos em Oxford em 1953, Allegro foi convidado por Gerald Lankester Harding para se juntar ao time de estudiosos trabalhando nos Manuscritos do Mar Morto em Jerusalém, onde passou um ano em trabalhando nos Manuscritos. 

## O Manuscrito de Cobre
Foi por recomendação de Allegro que o Manuscrito de Cobre fosse enviado para a Universidade de Manchester em 1955 pelo governo da Jordânia para que fosse cortado em sessões, permitindo assim a leitura do texto. Allegro foi o primeiro a traduzir o texto. Enquanto ele estava na Inglaterra Allegro fez uma série de transmissões de rádio na BBC com objetivo de popularizar os Manuscritos, nessas transmissões ele discutiu sobre o líder que era retratado no manuscrito que fora crucificado por Alexandre Janeu, Rei da Judéia entre 103 a.C a 76 a.C, e seus seguidos que acreditavam que o mártir iria reaparecer nos Fins dos Tempos como um Messias. Seus colegas em Jerusalem imediatamente responderam com uma carta para a revista Times em 16 de março de 1956 refutando tal afirmação. A carta incluía a seguinte passagem,
"É de nossa convicção que Allegro interpretou mal os textos ou construiu uma corrente de conjecturas que o material não suporta"
Seu livro sobre o manuscrito, O Tesouro do Manuscrito de Cobre, foi publicado em 1960, enquanto a tradução oficial levou ainda mais dois anos para ser publicada. Embora o livro tenha sido menosprezado pelos seus colegas, diversas passagens são hoje aceitas pelos estudiosos.
Durante este período, Allegro também publicou dois populares livros sobre os manuscritos, Os Manuscritos do Mar Morto (1956) e As Pessoas do Manuscritos do Mar. Morto (1958). Allegro era ávido por tirar fotografias tanto dos textos quando do sítio arqueológico de Qumran, provendo assim uma importante fonte de informação para a posteridade.

## Mudança de Direção
Desde 1956 Allegro já mantinha interpretações controversas sobre o conteúdo dos Manuscritos, em uma carta se lia, "é uma pena que você e seus amigos não consigam conceber qualquer coisa escrita sobre o Cristianismo sem tentar colocar algum eixo eclesiástico ou não eclesiástico". Depois de diversas controvérsias com seus colegas devido às interpretações do texto, Allegro foi movido do Departamento de Estudos do Oriente para a Faculdade de Teologia. Foi durante sua estadia na Teologia que Allegro escreveu seu livro mais controverso, O Sagrado Cogumelo e a Cruz, com o subtítulo, "Um estudo sobre a Natureza e Origens do Cristianismo dentro de Cultos de Fertilidade no Antigo Oriente". Sabendo do impacto que essa publicação teria, Allegro se demitiu de seu posto em Manchester.

## O Sagrado Cogumelo e o Mito Cristão
No livro O Sagrado Cogumelo e a Cruz, Allegro argumenta que o Jesus dos Evangelhos era, na verdade, um código para um tipo de alucinógeno, o Amanita Muscaria, e que o Cristianismo era produto de um antigo culto de sexo e cogumelos. As críticas vieram rápidas e duras: 14 estudiosos britânicos, inclusive um dos mentores de Allegro, o negaram e a editora inclusive se desculpou por publicar o livro. Sidnie White Crawford escreveu sobre a publicação, "certo ou errado, Allegro nunca mais será levado a sério como um pesquisador novamente".
Em 1979, Allegro publicou Os Manuscritos do Mar Morto e o Mito Cristão, em que ele argumentava que os autores dos evangelhos cristãos não entendiam os essênios, e construíram a tradição cristã baseada confusões e má interpretações dos Manuscritos. Allegro argumentava que a figura de Jesus era baseada na crucificação descrita nos Manuscritos de Cobre, que precede a figura do jesus bíblico.

## Morte
Em 1988, John Marco Allegro morreu de um ataque cardíaco, no seu 65° aniversário em sua casa em Sandbach, Cheshire.

## Publicações
Algumas de suas publicações;
- J.M. Allegro (1956). The Dead Sea Scrolls. Harmondsworth: Pelican.
- J.M. Allegro (1958). The People of the Dead Sea Scrolls. Garden City, N.Y.: Doubleday & Co.
- J.M. Allegro (1960). The Treasure of the Copper Scroll. Garden City, N.Y.: Doubleday & Co.
- J.M. Allegro (1964). Search in the Desert. Garden City N.Y.: Doubleday & Co.
- J.M. Allegro (1965). The Shapira Affair. Garden City, N.Y.: Doubleday & Co.
- J.M. Allegro (1968). Discoveries in the Judaean Desert of Jordan V: 4Q158–4Q186. Oxford.
- J.M. Allegro (1970). The Sacred Mushroom and the Cross. London: Hodder and Stoughton Ltd.
- J.M. Allegro (1970). The End of a Road. London: Macgibbon and Kee.
- J.M. Allegro (1971). The Chosen People. London: Hodder and Stoughton Ltd.
- J.M. Allegro (1977). Lost Gods (Dutch "Verdwenen goden"). Baarn, NL: H. Meulenhoff. ISBN 9022402525.
- J.M. Allegro (1979). The Dead Sea Scrolls and the Christian Myth. Devon: Westbridge Books. ISBN 0879752416.
- J.M. Allegro (1982). All Manner of Men. Springfield, Illinois: Charles Thomas.
- J.M. Allegro (1985). Physician, Heal Thyself. Amherst, United States: Prometheus Books.

Seus artigos em revistas científicas;
- J.M. Allegro (1956). "Further Messianic References in Qumran Literature". Journal of Biblical Literature 75: 174–187. doi:10.2307/3261919.
- J.M. Allegro (1956). "More Unpublished Pieces of a Qumran Commentary on Nahum [4Q pNah]". Journal of Biblical Literature 75: 304–308.
- J.M. Allegro (1958). "More Isaiah Commentaries from Qumran's Fourth Cave". Journal of Biblical Literature 77: 215–221.
- J.M. Allegro (1958). "Fragments of a Qumran Scroll of Eschatological Midrashim". Journal of Biblical Literature 77: 350–354.
- J.M. Allegro (1962). "Further Light on the History of the Qumran Sect". Journal of Semitic Studies 7: 304–308. doi:10.1093/jss/7.2.304.